# Golf Club Hamburg Wendlohe
Golf Club Hamburg Wendlohe is een golfclub die op een oud landgoed ligt ongeveer 30km ten Noorden van Hamburg.
Het landgoed was eigendom van Dr Sandow. Hij maakte in 1963 plannen om er een golfbaan aan te leggen en vond enkele medestanders. In december 1964 werd de vereniging opgericht. In januari 1966 werd opdracht gegeven om negen holes aan te leggen en begin 1967 werd er een eenvoudig clubhuis gebouwd.
Op 18 september 1970 werden de 9 holesbaan en het clubhuis geopend. In 1972 werd de baan uitgebreid tot 15 holes. Op 30 mei 1972 brak er brand uit waarbij de machines verloren gingen en de aanleg van de laatste drie holes vertraagd werd. Medio 1973 was de 18 holesbaan eindelijk klaar. In 1976 werd de sproei-installatie aangebracht.
Op 8 november 1983 was er weer brand en ditmaal brandde het clubhuis uit 1970 geheel af. Het nieuwe clubhuis was in 1985 klaar. In 1987 werd het Ladies German Open hier gespeeld en in 1989 kreeg de club nog negen holes erbij.
De club ondersteunt Florian Jahn. Hij werd in 1983 in Hamburg geboren en was lid van deze club. Hij deed de PGA opleiding en hij speelt nu op de Pro Golf Tour.

## Toernooien
- 1987: Ladies German Open (Ladies European Tour)
- 1992: Audi Open (Challenge Tour)
- 1993: Audi Open (Challenge Tour)
- 2014: German International Amateur

## Links
- Website van de golfclub